# 95 Arethusa
95 Arethusa este un asteroid din centura principală, descoperit pe 23 noiembrie 1867, de Robert Luther.